# Nick Bätzner
Nick Bätzner (* 15. März 2000 in Ludwigsburg) ist ein deutscher Fußballspieler, der aktuell beim SC Paderborn 07 in der 2. Bundesliga unter Vertrag steht. Er ist Mittelfeldspieler und ehemaliger Juniorennationalspieler Deutschlands.

## Karriere

### Verein
Bätzner spielte in der Jugend beim VfB Stuttgart. Nachdem er einige Spiele in diversen Jugendmannschaften der Stuttgarter absolviert hatte, machte er mehrere Spiele für die zweite Mannschaft. Unter anderem spielte er einmal in der Regionalliga Südwest. Für die erste Mannschaft spielte er jedoch nie.
Im Sommer 2020 wechselte er nach Belgien in die erste Liga zum KV Ostende. Sein Debüt für die Belgier gab er am 28. September 2020 gegen den KRC Genk, als er kurz vor Schluss eingewechselt wurde. Im Januar 2021 etablierte er sich als Stammspieler, spielte mehrmals von Beginn an und traf am 9. Februar 2021 (Pokal-Achtelfinale) gegen Cercle Brügge das erste Mal. Insgesamt bestritt er in seiner ersten Saison für Ostende 24 von 40 möglichen Ligaspielen sowie beide Pokalspiele des Vereins und schoss in beiden Wettbewerben je ein Tor. In der Saison 2021/22 bestritt er 30 von 34 möglichen Ligaspielen für Ostende mit zwei Toren und fünf Assists sowie zwei Pokalspiele. Nach Saisonende im April 2021 wurde sein Vertrag bis zum Ende der Saison 2023/24 verlängert. In der Saison 2022/23 bestritt er wiederum 30 von 34 möglichen Ligaspielen, in denen er sechs Tore schoss, sowie erneut zwei Pokalspielen mit diesmal einem Tor. Mit der Mannschaft stieg er am Saisonende in die Division 1B ab.
Nach dem Abstieg des Vereins wechselte er im Sommer 2023 zurück nach Deutschland und schloss sich dem Zweitliga-Aufsteiger SV Wehen Wiesbaden an. Dort kam er 2023/24 zu 24 Ligaspielen, einem Tor und einer Vorlage. Der Verein schloss die Spielzeit auf Platz 16 ab, woraufhin Bätzner in einem der beiden Relegationsspiele zum Einsatz kam und mit dem Verein wieder in die 3. Liga abstieg. Dort war er in der Saison 2024/25, wie schon im Vorjahr, gesetzt und war in 31. Ligapartien an 15 Toren direkt beteiligt. Nach dem misslungenen Aufstieg äußerte Bätzner bereits Anfang Mai 2025 seinen Wunsch den Verein im Sommer 2025 zu verlassen.
Daraufhin unterschrieb er Ende Mai 2025 einen Vertrag beim Zweitligisten SC Paderborn 07.

### Nationalmannschaft
Bätzner spielte zwischen 2017 und 2018 für die deutsche U18- und die U19-Nationalmannschaft. Im Oktober und November 2021 absolvierte er zudem zwei Länderspiele mit der U21-Nationalmannschaft.